# 土佐 (戦艦)
土佐（とさ）は、旧土佐国を名前の由来に持つ日本海軍の戦艦。八八艦隊計画において加賀型戦艦の2番艦として建造が開始されたが、ワシントン海軍軍縮条約により艤装工事を前にして廃艦となることが決定され、各種実験に使われたのちに海没廃棄処分とされた（後述）。

## 概要
加賀型戦艦の2番艦、八八艦隊計画の4番艦として建造が行われたものの、第一次世界大戦後に行われたワシントン海軍軍縮会議にて各国海軍は計画中あるいは建造中の主力艦はキャンセルまたは廃棄することとなったため、当時建造中であった「土佐」も建造中止となり各種実験における標的艦となったのち最終的に海没処分となった。「土佐」に対する多くの実験はその後の兵器開発に大きな影響を与えた。

## 艦歴

### 建造
『土佐』の艦名は、旅順攻囲戦において日本軍が鹵獲したロシア海軍の戦艦「レトヴィザン」を改称する際、改名候補の一つに挙げられていたという（なお「レトヴィザン」は最終的に肥前と命名されている）。
八八艦隊計画における本艦（仮称第八号戦艦）は、1918年（大正7年）5月15日付で土佐と命名される（同型艦の加賀と同日付）。同日付で『戦艦』として艦艇類別等級表に登録された。1919年（大正8年）1月、三菱造船長崎造船所（現・三菱重工長崎造船所）と建造契約を締結。1920年（大正9年）2月16日、鎮西大社諏訪神社宮司により祓清の儀式を行った後、三菱長崎造船所で起工した。
4月2日、皇太子時代の昭和天皇と随行の東郷平八郎海軍大将が、香取型戦艦「香取」に乗艦して長崎港に到着した。 同日午後、皇太子は三菱長崎造船所に移動すると、建造中の峯風型駆逐艦の「矢風」（4月10日進水）を見学した。続いて第一船台の「土佐」において、皇太子が最初のリベットを締めた。その後、皇太子は艤装工事中の球磨型軽巡洋艦の「多摩」（長崎造船所で同年2月10日進水）を見学し、「香取」に戻った。 同年5月、技術供与の見返りとして、イギリスに本艦の機関図面の一部を提供した。

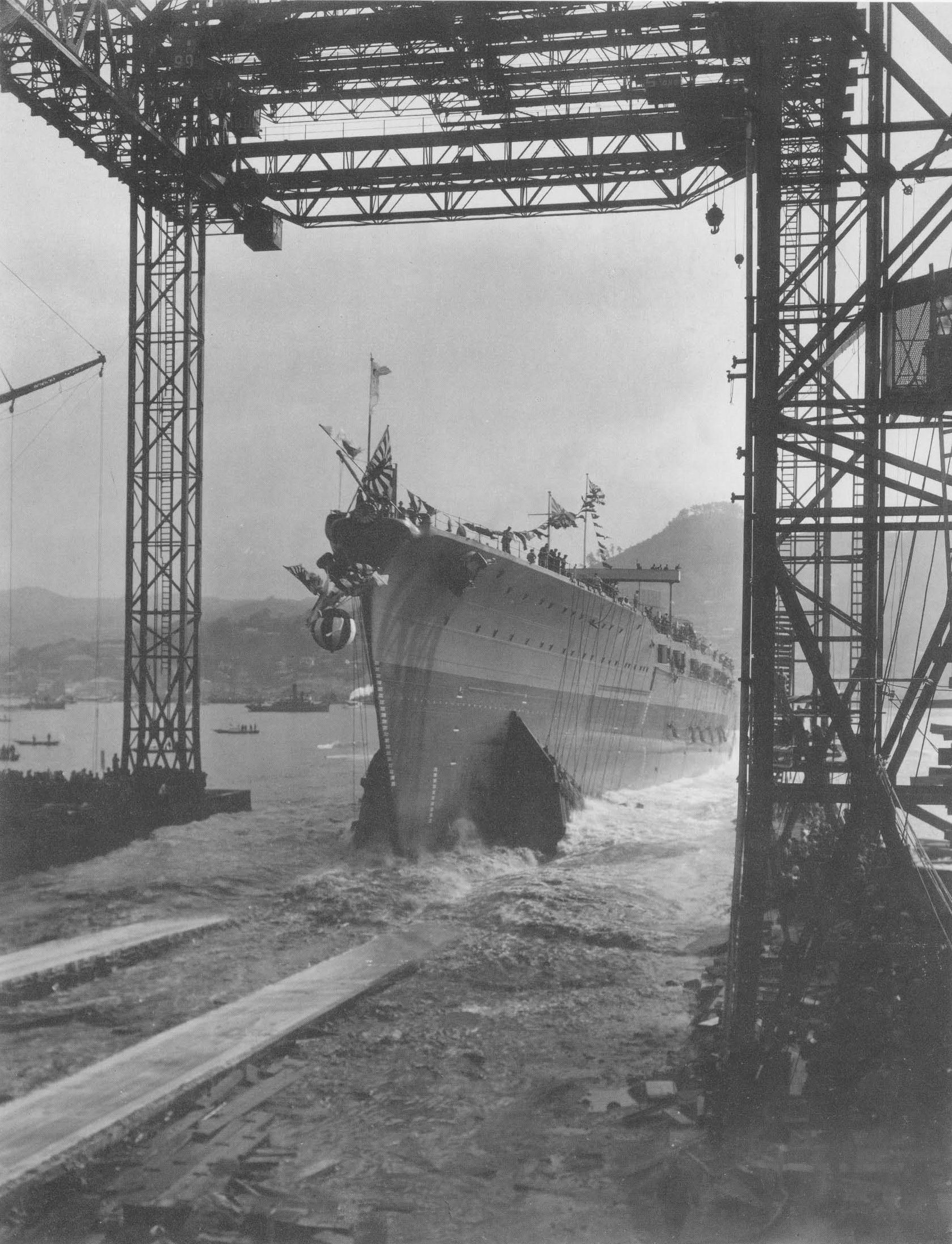
進水式での「土佐」。艦首のくす玉が割れていないのが見える。

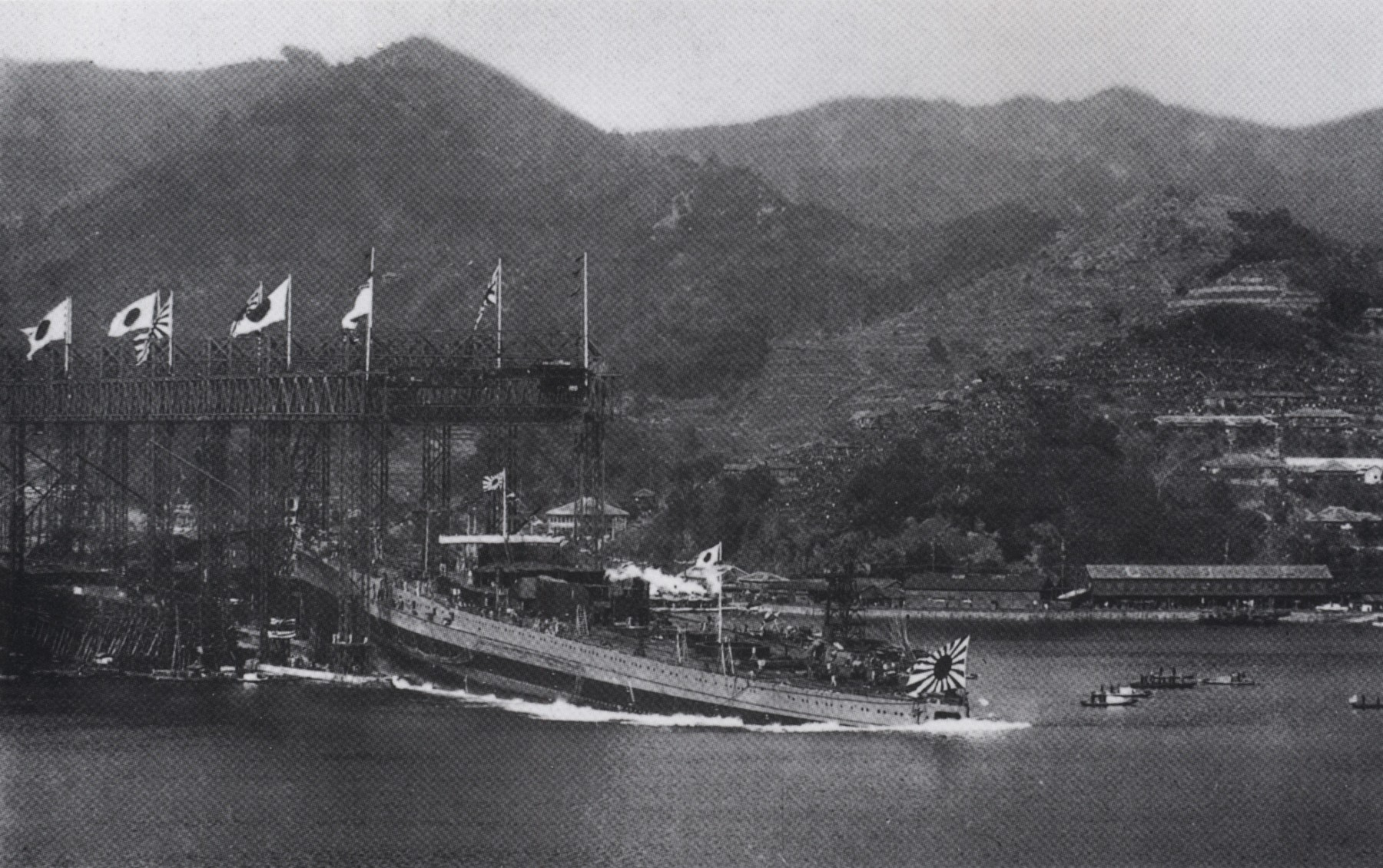
同じく進水する「土佐」。

1921年（大正10年）12月18日午前10時30分、「土佐」は進水した。進水命名式には大正天皇の名代として、伏見宮博恭王が臨席した。加藤友三郎海軍大臣の代理として、財部彪大将が命名書を読み上げた。進水式後の翌19日、三菱長崎造船所では天城型巡洋戦艦の「高雄」の建造が始まった。

### 廃艦

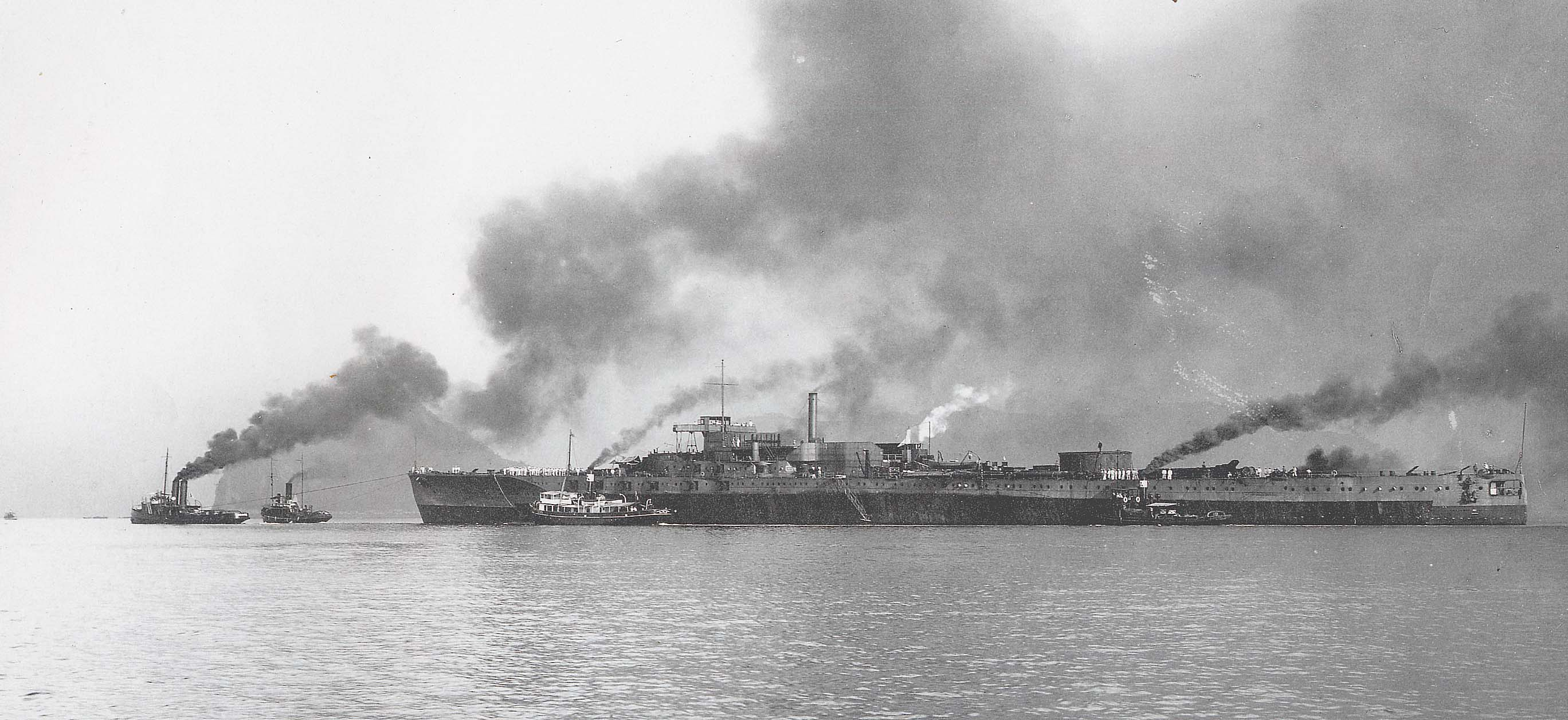
廃艦決定後、タグボートに曳かれて長崎港を出港し、呉へ向かう「土佐」。1922年（大正11年）8月1日撮影。

ワシントン軍縮会議では「加賀」と「土佐」の空母改造決定との報道もあったが、最終的に空母改造対象は天城型巡洋戦艦2隻（天城、赤城）に決定した。ワシントン海軍軍縮条約の締結により、1922年（大正11年）2月5日付で日本海軍は「土佐」の建造中止を発令する。同年7月31日、未完成のまま海軍に引き渡され、軍艦旗が掲げられた。この時点で最上甲板以下の船体はほぼ完成しており、砲塔や煙突なども別に製作が進められていた。その後、各艦（肥前、石見、土佐、安芸、薩摩）は標的艦として処分されることになった。授受式において、造船所所長は「土佐は世界の軍艦中全ての点において最も優ってていると信ずるが、近く廃艦同様の運命に陥るのは関係者として肉親に別るる以上大きな悲しみである」と語り、海軍側は「土佐の運命は偉人が短かい運命であったたと同様である」と答えた。 艦上では、作業員の仮居住施設や被曳航装置の設置が行われた。同年8月1日から8月4日にかけて運用術練習艦「富士」に曳航されて、装甲巡洋艦「八雲」の護衛下で出港、豊後水道経由で呉へと回航された（当時、呉海軍工廠では天城型巡洋戦艦の2番艦「赤城」の建造が行われていた。）。その後、呉軍港沖合に繋留された。姉妹艦と同様に、新兵器実験を行ったあと処分することとされた。
1924年（大正13年）4月14日、天城型巡洋戦艦3隻、加賀型2番艦「土佐」、紀伊型戦艦2隻の建造取り止めの令が通達される。同日付で6隻は戦艦・巡洋戦艦のそれぞれから削除・除籍された。
建造中止になった「土佐」を含む八八艦隊の各艦の資材は、横須賀海軍工廠の「天城」（のち加賀）や、呉海軍工廠の「赤城」、建造中の迅鯨型潜水母艦などに流用された。「土佐」の場合、具体的には混燃罐が潜水母艦「長鯨」（長崎造船所）に、石油専燃ボイラーが扶桑型戦艦の改装用と記録されている。 機関に関しては、東洋汽船が天洋丸級貨客船の改造に際し「加賀」と「土佐」の石油専燃ボイラーの譲り受けを希望し、海軍省とも交渉が進んでいたという。しかし諸事情により実現しなかった。
「土佐」のために製造されたスクリュー（推進器）4個は、「加賀」部品として横須賀海軍工廠に送られた。三ツ子島に保管されていた「土佐」の推進器も、同様に「加賀」の部品として呉工廠から横須賀工廠へ送られたという。
また1923年（大正12年）の段階で加賀型の主砲塔は連装10基が完成し、天城型の主砲塔は連装4基が完成または完成間近だった。「土佐」の主砲塔のうち2基は陸軍の特殊起重機船「蜻州丸」により運搬され、対馬要塞豊砲台に1基（土佐1番砲塔、1932年（昭和7年）完成）、釜山要塞張子嶝砲台に1基（土佐2番砲塔、1930年（昭和5年）完成）が運搬されて、現地で要塞砲として活用された。横須賀海軍工廠で保管されていた三番砲塔は、後日1933年（昭和8年）に特務艦「知床」によって呉工廠へ運ばれ、戦艦「長門」の改装に利用されたという。加賀型の41cm砲塔は8基残っていたが、この3番砲塔をふくめ「長門」と「陸奥」の近代化改修にもちいられた。余談だが、この改修の際に加賀型の主砲と交換され、余剰となった陸奥第四砲塔は海上自衛隊第1術科学校・幹部候補生学校（旧海軍兵学校：広島県江田島市）に現在も保管されている。

### 標的艦として
「土佐」は1924年（大正13年）6月から数ヶ月に渡る実験に従事した。実験内容は、亀ヶ首試射場（呉港外）からの砲撃や、船体に固定した爆薬を用いた。砲弾や魚雷などに対する防御力強化や新型砲弾（後の九一式徹甲弾）の効果の研究であり、これによって得られたデータは建造予定の1万トン級巡洋艦や、後の大和型戦艦の設計（水中弾対策として装甲を艦底にまで延長した点など）や、既存艦艇への改修（特に防御に関するもの）にも活かされた。特に四〇cm徹甲弾（距離20000m）に対する射撃では、落下角度約17度・舷側25m地点に弾着した弾頭が水中弾となって水線下約3m部分に命中、水雷防御 を貫通して機械室で炸裂、浸水3000トン・傾斜5度の被害を生じた。

「土佐」における実験結果を示す図

### 最期

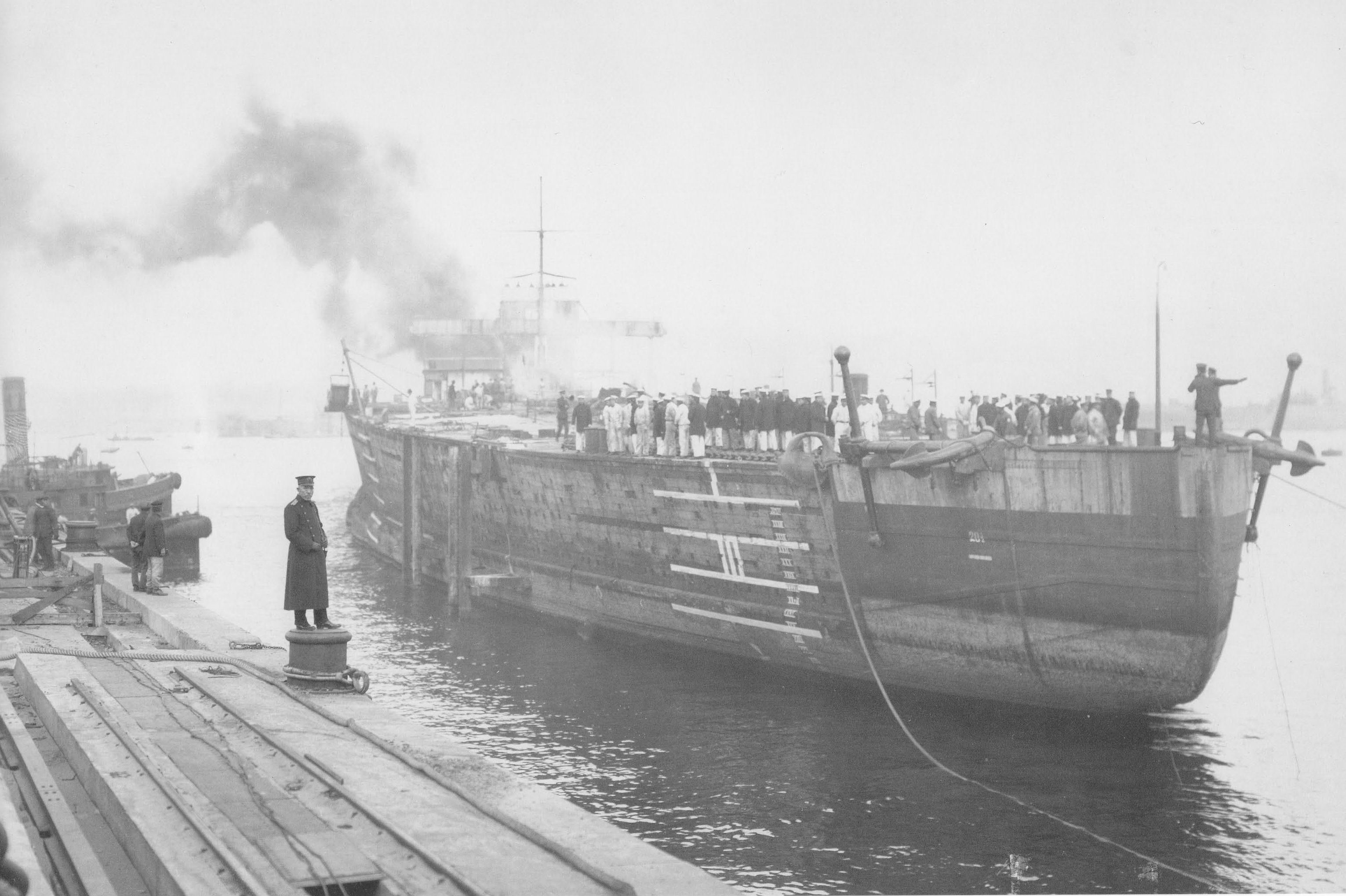
海没処分の準備が行われている「土佐」

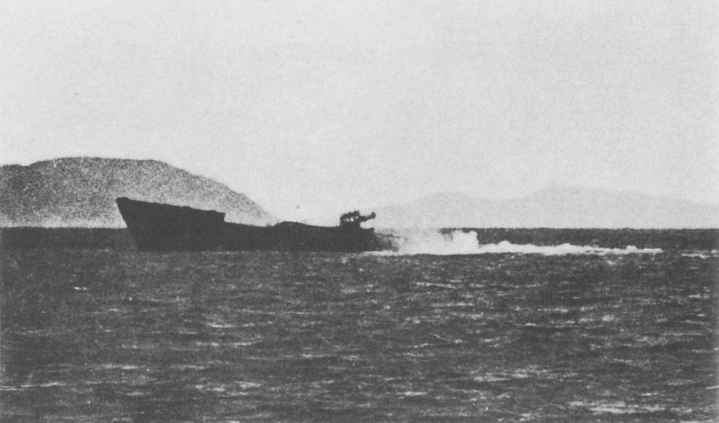
沈みゆく「土佐」

1925年（大正14年）2月2日、「土佐」は標的艦「摂津」に曳航されて呉を出港し、翌日佐伯港に入港。物の撤去や海没処分用発火装置の取り付けを行った。2月6日の海没処分予定は悪天候のため中止。 2月8日午前9時、2隻（摂津、土佐）は佐伯を出発する。同年2月9日、「土佐」は艦名の由来となった高知県の沖の島西方約10海里地点にて海没処分された（豊後水道南方海面）。処分開始は午前1時以降、全没は午前7時頃。海没処分地点の水深は350フィート。

## エピソード
- 進水式が行われた時点で「土佐」の廃艦は決定的であり、造船所側では「土佐」の最後を飾るため出来るだけ盛大な進水式とし、海軍も航空機を飛ばして景気を添えた[30]。しかし、進水の際にくす玉が割れないというアクシデントが発生し、縁起の悪さが囁かれた[68][36]。
- 建造に携わった造船関係者は「前途を祝福されたはずの土佐がドザ（土左衛門）になった」と自嘲したという[21]。
- 長崎市の端島の愛称「軍艦島」は、未完成状態の土佐のシルエットと島の形状が似ていた事に由来すると言われている[69]。
- 当時の子供たちの中では「土佐は処分されておらず、どこかに秘匿されている」という噂があったという[70]。

## 登場作品

### 小説
『レッドサン ブラッククロス』
八八艦隊により建造され、ワシントン海軍軍縮条約により廃艦となることなく完成する。1951年のベルファスト沖海戦に参加している。